# Championnat du monde de snooker 2018
Le Championnat du monde de snooker 2018 est un tournoi de snooker professionnel qui prend place du 21 avril 2018 au 7 mai 2018 au Crucible Theatre de Sheffield. Ce tournoi est le dernier événement majeur de la saison 2017-2018 de snooker.
L'Anglais Mark Selby est le double tenant du titre (2016 et 2017). Il sera éliminé dès le premier tour par son compatriote Joe Perry. C'est le Gallois Mark J. Williams qui remporte le titre pour la troisième fois après ses victoires de 2000 et 2003.

## Dotations
Le tableau ci-dessous indique le montant des dotations en livres sterling, l’équivalent en euros (taux de change au 21 avril 2018) et le nombre de joueurs percevant ces sommes.
| Niveau                                        | Nombre de joueurs | Dotation (£) | Équivalent (€) |
| --------------------------------------------- | ----------------- | ------------ | -------------- |
| Vainqueur                                     | 1                 | 425 000      | 484 102,78     |
| Finaliste                                     | 1                 | 180 000      | 205 031,77     |
| Demi-finalistes                               | 2                 | 85 000       | 96 820,56      |
| Quarts de finalistes                          | 4                 | 42 500       | 48 410,28      |
| 8e de finalistes                              | 8                 | 27 500       | 31 324,30      |
| 16e de finalistes                             | 16                | 18 000       | 20 503,18      |
| Troisième tour de qualification               | 16                | 13 500       | 15 377,38      |
| Deuxième tour de qualification                | 32                | 9 000        | 10 251,59      |
| Premier tour de qualification                 | 64                | 0            | 0              |
| Meilleur break en qualifications              | 1                 | 1 000        | 1 139,07       |
| Meilleur break télévisé                       | 1                 | 10 000       | 11 390,65      |
| Total                                         | Total             | 1 968 000    | 2 241 988,11   |
| Break royal de 147 points (en qualifications) | 1                 | 10 000       | 11 390,65      |
| Break royal de 147 points (en phase finale)   | 1                 | 40 000       | 45 568,86      |

## Joueurs qualifiés
Les seize premiers au classement mondial sont qualifiés directement pour le tableau final. Quel que soit son classement, le tenant du titre est automatiquement tête de série numéro 1 alors que les autres joueurs sont positionnés en fonction de leur classement. Les seize places restantes sont attribuées après un tournoi de qualification disputé en trois tours.

## Résumé

### Qualifications
Les seize joueurs les mieux classés sont qualifiés automatiquement pour le tournoi principal. Les seize autres places sont donc disputées lors d'un tournoi de qualifications sur trois tours qui se dispute à l'English Institute of Sport (en) à Sheffield du 11 au 18 avril 2018. Chaque rencontre est disputée au meilleur des dix-neuf frames.
Les seize joueurs issus des qualifications sont intégrés dans le tableau principal par tirage au sort.
Trois anciens champions du monde participent aux qualifications : Ken Doherty (vainqueur en 1997), Peter Ebdon (vainqueur en 2002) et Graeme Dott (vainqueur en 2006). Seul ce dernier rejoindra le tableau final. Trois anciens finalistes y participent également : Jimmy White (six fois finaliste en 1984 et entre 1990 et 1994), Nigel Bond (en 1995) et Matthew Stevens (en 2000 et 2005) qui sera le seul à se qualifier.
Le plus jeune participant au tournoi de qualification est le gallois Jackson Page, 16 ans, et le plus âgé est l'anglais Jimmy White, 55 ans. Le cadet est éliminé dès le 1er tour et l'aîné au 2e tour.
Lors du 1er tour, le chinois Liang Wenbo réalise un break royal dans la 10e frame de la rencontre l'opposant à Rod Lawler. C'est son troisième 147 de sa carrière et le deuxième de la saison. C'est la deuxième année de suite qu'un break royal est réalisé en qualifications, et le quatrième en tout.
Liang a failli devenir le premier joueur à réaliser deux 147 dans la même rencontre. En effet, lors de la dernière frame de son match contre Lawler, il manque l'empochage de la dernière bille noire et termine avec un break de 140.
Seuls sept des soixante-quatre joueurs classés au-delà de la 80e place passent le premier tour ; un seul, Adam Duffy, se qualifie pour le troisième où il sera éliminé.
Quatre joueurs se qualifient pour la première fois pour le tournoi final : les Anglais Liam Highfield et Chris Wakelin, le Thaïlandais Thepchaiya Un-Nooh et le Chinois Lyu Haotian. Ce dernier devient ainsi le joueur le moins bien classé (52e place) à rejoindre le tournoi principal.

### Premier tour

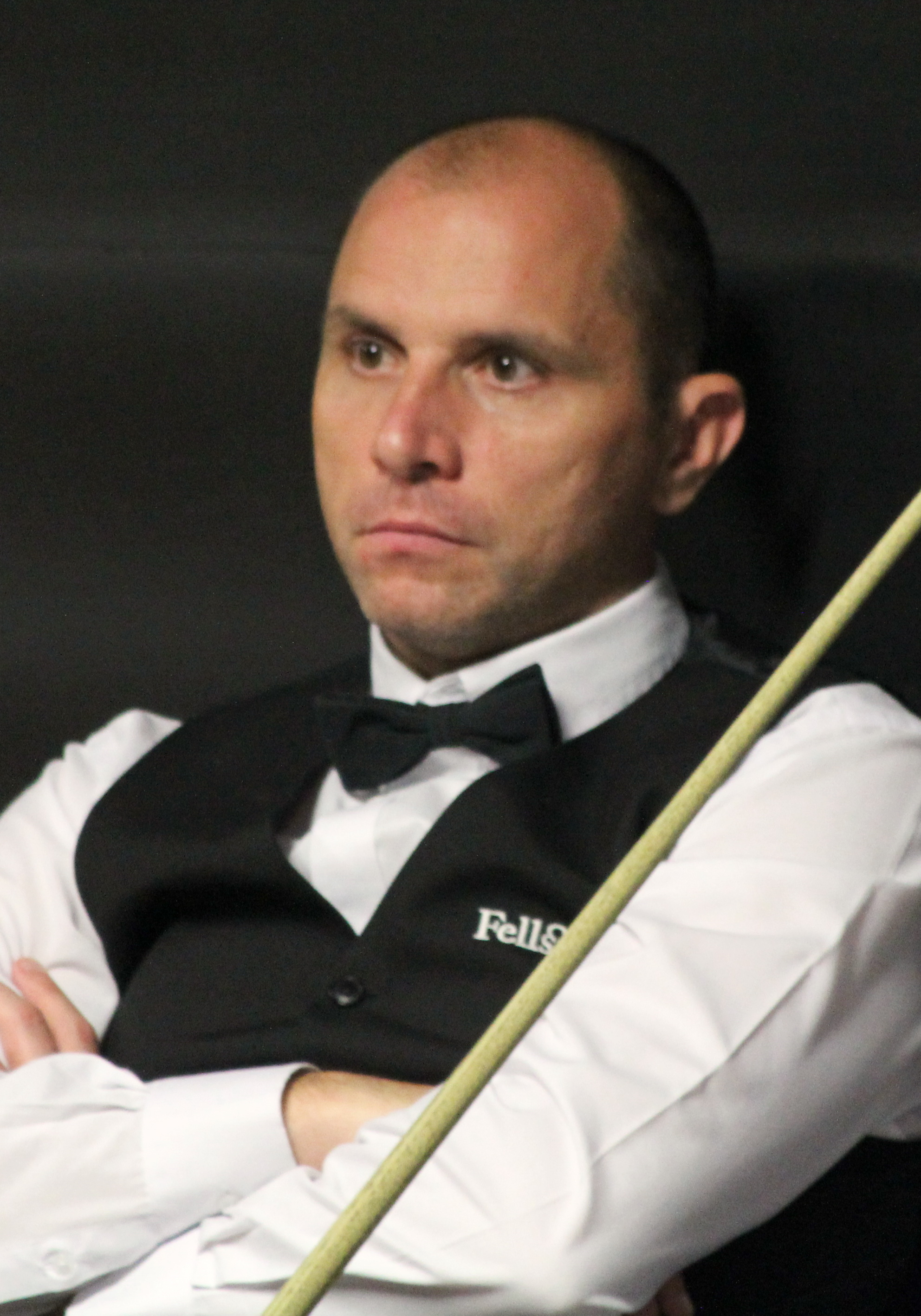
Joe Perry, vainqueur du numéro 1 mondial et champion en titre Mark Selby.

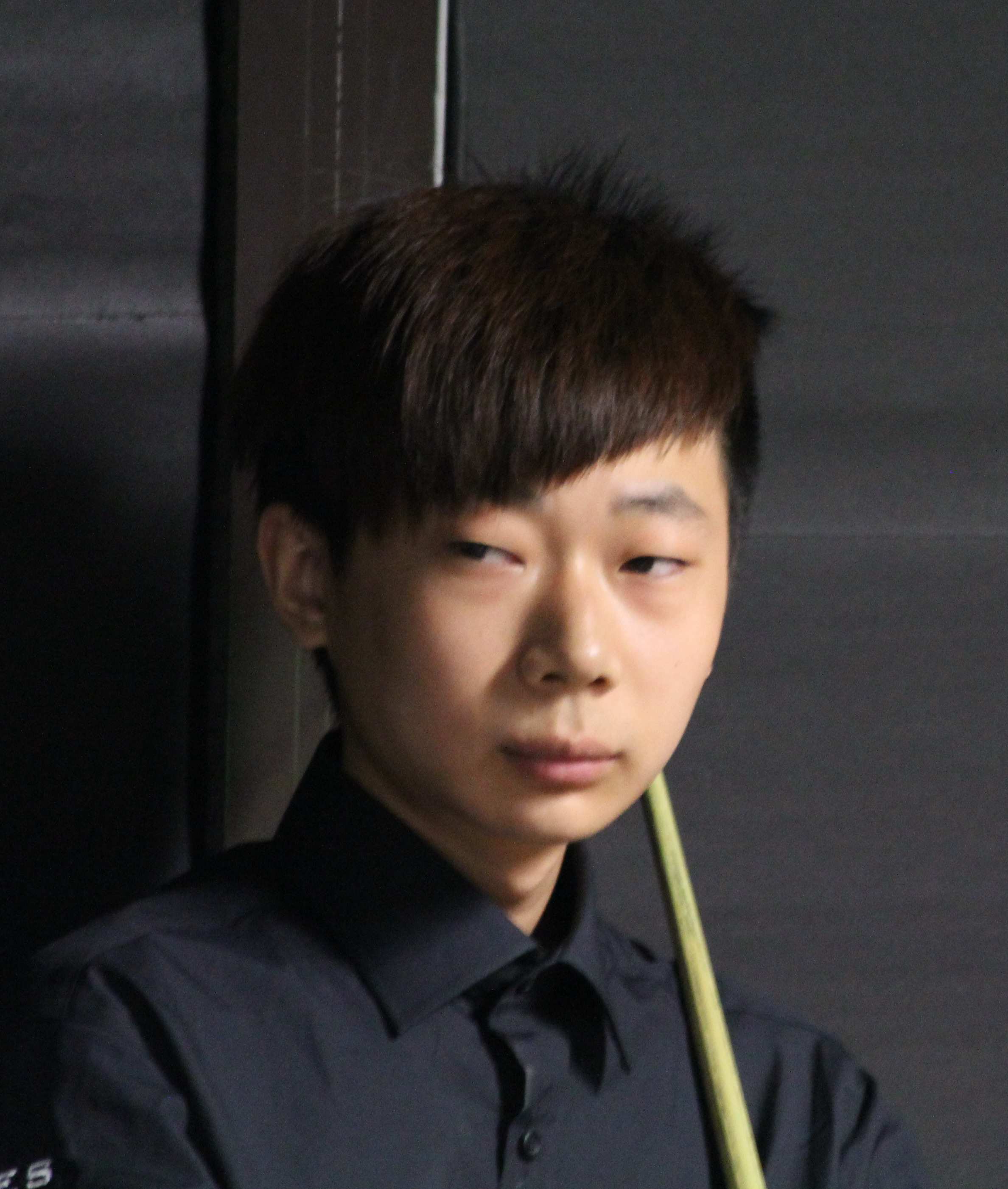
Lyu Haotian, cadet de la compétition.

Huit anciens champions du monde participent à la compétition : Ronnie O'Sullivan (5 titres), John Higgins (4), Mark Selby (3 et double tenant du titre), Mark J. Williams (2), Shaun Murphy, Graeme Dott, Neil Robertson et Stuart Bingham (un titre chacun). S'y ajoutent cinq finalistes : Matthew Stevens et Ali Carter (2 fois chacun) ainsi que Judd Trump, Barry Hawkins et Ding Junhui (1 fois chacun).
 Seuls trois anciens champions du monde se qualifient pour le deuxième tour : Ronnie O'Sullivan, John Higgins et Mark J. Williams. Tous trois sont professionnels depuis 1992.
Ronnie O'Sullivan fait sa 26e apparition consécutive depuis ses débuts en 1993. Il talonne Stephen Hendry (27 participations de rang) et est à quatre participations du record de Steve Davis (30).
Le plus jeune joueur à prendre part au tournoi principal est le chinois Lyu Haotian, 20 ans, alors que Joe Perry, 43 ans, est le plus âgé. Tous deux sont passés par les qualifications et tous deux atteignent le deuxième tour.
Joe Perry crée la sensation en éliminant sèchement le double tenant du titre Mark Selby  dès le premier tour sur le score de 10 frames à 4.
Outre Joe Perry et Lyu Haotian, quatre autres joueurs issus des qualifications se qualifient pour le deuxième tour : Jamie Jones, Jack Lisowski, Ricky Walden et Robert Milkins.

### Deuxième tour
En battant le jeune chinois Lyu Haotian 13 frames à 10, Barry Hawkins atteint les quarts de finale pour la sixième fois consécutive.
Ali Carter se qualifie en battant Ronnie O'Sullivan alors qu'il ne l'avait jamais battu lors d'un tournoi ranking (une victoire en 17 matches).
Le numéro 3 mondial Ding Junhui se défait facilement de l'écossais Anthony McGill sur le score de 13 frames à 4, après avoir remporté la première session 8 à 0 avec 7 demi-centuries.

### Quarts de finale
Barry Hawkins, vainqueur de 3 tournois ranking en carrière, élimine sèchement Ding Junhui qui compte 13 victoires en ranking. Hawkins atteint ainsi sa 5e demi-finale au Crucible en 6 participations.
Dans le remake de la finale des Masters 2018 qui avait vu le Nord-Irlandais Mark Allen s'imposer, l'anglais Kyren Wilson prend sa revanche en gagnant 13 à 6. Il se qualifie ainsi pour la première fois pour une demi-finale du Championnat du monde, après avoir échoué au stade des quarts de finale lors des deux éditions précédentes.

### Finale
La finale oppose deux anciens champions du monde :
- L’Écossais John Higgins jouera sa 7e finale, la dernière ayant été disputée en 2017 où il a été défait par Mark Selby. Il est quadruple champion du monde : 1998, 2007, 2009 et 2011.
- Le Gallois Mark J. Williams jouera quant à lui sa 4e finale. La dernière qu'il a disputée l'a vu décrocher le titre en 2003 au détriment de l'Irlandais Ken Doherty. Il est double champion du monde : 2000 et 2003.

C'est la première fois depuis l'édition 2010 qu'il n'y a pas d'anglais en finale.
John Higgins est battu 18 à 16 par Mark J. Williams. C'est la seconde année consécutive qu'il perd en finale.

## Tableau final
|  | 1er tour                                   | 1er tour                                   | 1er tour                                   |                  |                   | 2e tour                                   | 2e tour                                   | 2e tour                                   |  |  | Quarts de finale          | Quarts de finale          | Quarts de finale          |  |  | Demi-finales              | Demi-finales              | Demi-finales              |
|  | 1/16es de finale au meilleur des 19 frames | 1/16es de finale au meilleur des 19 frames | 1/16es de finale au meilleur des 19 frames |                  |                   | 1/8es de finale au meilleur des 25 frames | 1/8es de finale au meilleur des 25 frames | 1/8es de finale au meilleur des 25 frames |  |  | au meilleur des 25 frames | au meilleur des 25 frames | au meilleur des 25 frames |  |  | au meilleur des 33 frames | au meilleur des 33 frames | au meilleur des 33 frames |
|  |                                            |                                            |                                            |                  |                   |                                           |                                           |                                           |  |  |                           |                           |                           |  |  |                           |                           |                           |
|  | 21 avril                                   |                                            |                                            |                  |                   |                                           |                                           |                                           |  |  |                           |                           |                           |  |  |                           |                           |                           |
|  |                                            |                                            |                                            |                  |                   |                                           |                                           |                                           |  |  |                           |                           |                           |  |  |                           |                           |                           |
|  | 1                                          | Mark Selby                                 | 4                                          |                  |                   |                                           |                                           |                                           |  |  |                           |                           |                           |  |  |                           |                           |                           |
|  | 1                                          | Mark Selby                                 | 4                                          | 26 et 27 avril   |                   |                                           |                                           |                                           |  |  |                           |                           |                           |  |  |                           |                           |                           |
|  |                                            | Joe Perry                                  | 10                                         |                  |                   |                                           |                                           |                                           |  |  |                           |                           |                           |  |  |                           |                           |                           |
|  |                                            | Joe Perry                                  | 10                                         | Joe Perry        | 8                 |                                           |                                           |                                           |  |  |                           |                           |                           |  |  |                           |                           |                           |
|  | 22 et 23 avril                             |                                            |                                            | Joe Perry        | 8                 |                                           |                                           |                                           |  |  |                           |                           |                           |  |  |                           |                           |                           |
|  |                                            | 16                                         | Mark Allen                                 | 13               |                   |                                           |                                           |                                           |  |  |                           |                           |                           |  |  |                           |                           |                           |
|  | 16                                         | 16                                         | Mark Allen                                 | 13               | Mark Allen        | 10                                        |                                           |                                           |  |  |                           |                           |                           |  |  |                           |                           |                           |
|  | 16                                         |                                            |                                            |                  | Mark Allen        | 10                                        | 1er et 2 mai                              |                                           |  |  |                           |                           |                           |  |  |                           |                           |                           |
|  |                                            | Liam Highfield                             | 5                                          |                  |                   |                                           |                                           |                                           |  |  |                           |                           |                           |  |  |                           |                           |                           |
|  | 16                                         | Liam Highfield                             | 5                                          | Mark Allen       | 6                 |                                           |                                           |                                           |  |  |                           |                           |                           |  |  |                           |                           |                           |
|  | 16                                         | 21 et 22 avril                             |                                            | Mark Allen       | 6                 |                                           |                                           |                                           |  |  |                           |                           |                           |  |  |                           |                           |                           |
|  |                                            | 9                                          | Kyren Wilson                               | 13               |                   |                                           |                                           |                                           |  |  |                           |                           |                           |  |  |                           |                           |                           |
|  | 9                                          | 9                                          | Kyren Wilson                               | 13               | Kyren Wilson      | 10                                        |                                           |                                           |  |  |                           |                           |                           |  |  |                           |                           |                           |
|  | 9                                          | 27 et 28 avril                             |                                            |                  | Kyren Wilson      | 10                                        |                                           |                                           |  |  |                           |                           |                           |  |  |                           |                           |                           |
|  |                                            | Matthew Stevens                            | 3                                          |                  |                   |                                           |                                           |                                           |  |  |                           |                           |                           |  |  |                           |                           |                           |
|  | 9                                          | Matthew Stevens                            | 3                                          | Kyren Wilson     | 13                |                                           |                                           |                                           |  |  |                           |                           |                           |  |  |                           |                           |                           |
|  | 9                                          | 22 et 23 avril                             |                                            | Kyren Wilson     | 13                |                                           |                                           |                                           |  |  |                           |                           |                           |  |  |                           |                           |                           |
|  |                                            |                                            | Jamie Jones                                | 5                |                   |                                           |                                           |                                           |  |  |                           |                           |                           |  |  |                           |                           |                           |
|  | 8                                          | Shaun Murphy                               | Jamie Jones                                | 5                | 9                 |                                           |                                           |                                           |  |  |                           |                           |                           |  |  |                           |                           |                           |
|  | 8                                          | Shaun Murphy                               |                                            |                  | 9                 | 3, 4 et 5 mai                             |                                           |                                           |  |  |                           |                           |                           |  |  |                           |                           |                           |
|  |                                            | Jamie Jones                                | 10                                         |                  |                   |                                           |                                           |                                           |  |  |                           |                           |                           |  |  |                           |                           |                           |
|  | 9                                          | Jamie Jones                                | 10                                         | Kyren Wilson     | 13                |                                           |                                           |                                           |  |  |                           |                           |                           |  |  |                           |                           |                           |
|  | 9                                          | 25 avril                                   |                                            | Kyren Wilson     | 13                |                                           |                                           |                                           |  |  |                           |                           |                           |  |  |                           |                           |                           |
|  |                                            | 5                                          | John Higgins                               | 17               |                   |                                           |                                           |                                           |  |  |                           |                           |                           |  |  |                           |                           |                           |
|  | 5                                          | 5                                          | John Higgins                               | 17               | John Higgins      | 10                                        |                                           |                                           |  |  |                           |                           |                           |  |  |                           |                           |                           |
|  | 5                                          | 28, 29 et 30 avril                         |                                            |                  | John Higgins      | 10                                        |                                           |                                           |  |  |                           |                           |                           |  |  |                           |                           |                           |
|  |                                            | Thepchaiya Un-Nooh                         | 7                                          |                  |                   |                                           |                                           |                                           |  |  |                           |                           |                           |  |  |                           |                           |                           |
|  | 5                                          | Thepchaiya Un-Nooh                         | 7                                          | John Higgins     | 13                |                                           |                                           |                                           |  |  |                           |                           |                           |  |  |                           |                           |                           |
|  | 5                                          | 24 avril                                   |                                            | John Higgins     | 13                |                                           |                                           |                                           |  |  |                           |                           |                           |  |  |                           |                           |                           |
|  |                                            |                                            | Jack Lisowski                              | 1                |                   |                                           |                                           |                                           |  |  |                           |                           |                           |  |  |                           |                           |                           |
|  | 12                                         | Stuart Bingham                             | Jack Lisowski                              | 1                | 7                 |                                           |                                           |                                           |  |  |                           |                           |                           |  |  |                           |                           |                           |
|  | 12                                         | Stuart Bingham                             |                                            |                  | 7                 | 1er et 2 mai                              |                                           |                                           |  |  |                           |                           |                           |  |  |                           |                           |                           |
|  |                                            | Jack Lisowski                              | 10                                         |                  |                   |                                           |                                           |                                           |  |  |                           |                           |                           |  |  |                           |                           |                           |
|  | 5                                          | Jack Lisowski                              | 10                                         | John Higgins     | 13                |                                           |                                           |                                           |  |  |                           |                           |                           |  |  |                           |                           |                           |
|  | 5                                          | 23 et 24 avril                             |                                            | John Higgins     | 13                |                                           |                                           |                                           |  |  |                           |                           |                           |  |  |                           |                           |                           |
|  |                                            | 4                                          | Judd Trump                                 | 12               |                   |                                           |                                           |                                           |  |  |                           |                           |                           |  |  |                           |                           |                           |
|  | 13                                         | 4                                          | Judd Trump                                 | 12               | Luca Brecel       | 6                                         |                                           |                                           |  |  |                           |                           |                           |  |  |                           |                           |                           |
|  | 13                                         | 29 et 30 avril                             |                                            |                  | Luca Brecel       | 6                                         |                                           |                                           |  |  |                           |                           |                           |  |  |                           |                           |                           |
|  |                                            | Ricky Walden                               | 10                                         |                  |                   |                                           |                                           |                                           |  |  |                           |                           |                           |  |  |                           |                           |                           |
|  |                                            | Ricky Walden                               | 10                                         | Ricky Walden     | 9                 |                                           |                                           |                                           |  |  |                           |                           |                           |  |  |                           |                           |                           |
|  | 25 et 26 avril                             |                                            |                                            | Ricky Walden     | 9                 |                                           |                                           |                                           |  |  |                           |                           |                           |  |  |                           |                           |                           |
|  |                                            | 4                                          | Judd Trump                                 | 13               |                   |                                           |                                           |                                           |  |  |                           |                           |                           |  |  |                           |                           |                           |
|  | 4                                          | 4                                          | Judd Trump                                 | 13               | Judd Trump        | 10                                        |                                           |                                           |  |  |                           |                           |                           |  |  |                           |                           |                           |
|  | 4                                          |                                            |                                            |                  |                   | 10                                        |                                           |                                           |  |  |                           |                           |                           |  |  |                           |                           |                           |
|  |                                            | Chris Wakelin                              | 9                                          |                  |                   |                                           |                                           |                                           |  |  |                           |                           |                           |  |  |                           |                           |                           |
|  |                                            | Chris Wakelin                              | 9                                          |                  |                   |                                           |                                           |                                           |  |  |                           |                           |                           |  |  |                           |                           |                           |
|  | 23 et 24 avril                             |                                            |                                            |                  |                   |                                           |                                           |                                           |  |  |                           |                           |                           |  |  |                           |                           |                           |
|  |                                            |                                            |                                            |                  |                   |                                           |                                           |                                           |  |  |                           |                           |                           |  |  |                           |                           |                           |
|  | 3                                          | Ding Junhui                                | 10                                         |                  |                   |                                           |                                           |                                           |  |  |                           |                           |                           |  |  |                           |                           |                           |
|  | 3                                          | Ding Junhui                                | 10                                         | 29 et 30 avril   |                   |                                           |                                           |                                           |  |  |                           |                           |                           |  |  |                           |                           |                           |
|  |                                            | Xiao Guodong                               | 3                                          |                  |                   |                                           |                                           |                                           |  |  |                           |                           |                           |  |  |                           |                           |                           |
|  | 3                                          | Xiao Guodong                               | 3                                          | Ding Junhui      | 13                |                                           |                                           |                                           |  |  |                           |                           |                           |  |  |                           |                           |                           |
|  | 3                                          | 25 et 26 avril                             |                                            | Ding Junhui      | 13                |                                           |                                           |                                           |  |  |                           |                           |                           |  |  |                           |                           |                           |
|  |                                            | 14                                         | Anthony McGill                             | 4                |                   |                                           |                                           |                                           |  |  |                           |                           |                           |  |  |                           |                           |                           |
|  | 14                                         | 14                                         | Anthony McGill                             | 4                | Anthony McGill    | 10                                        |                                           |                                           |  |  |                           |                           |                           |  |  |                           |                           |                           |
|  | 14                                         |                                            |                                            |                  | Anthony McGill    | 10                                        | 1er et 2 mai                              |                                           |  |  |                           |                           |                           |  |  |                           |                           |                           |
|  |                                            | Ryan Day                                   | 8                                          |                  |                   |                                           |                                           |                                           |  |  |                           |                           |                           |  |  |                           |                           |                           |
|  | 3                                          | Ryan Day                                   | 8                                          | Ding Junhui      | 5                 |                                           |                                           |                                           |  |  |                           |                           |                           |  |  |                           |                           |                           |
|  | 3                                          | 21 et 22 avril                             |                                            | Ding Junhui      | 5                 |                                           |                                           |                                           |  |  |                           |                           |                           |  |  |                           |                           |                           |
|  |                                            | 6                                          | Barry Hawkins                              | 13               |                   |                                           |                                           |                                           |  |  |                           |                           |                           |  |  |                           |                           |                           |
|  | 11                                         | 6                                          | Barry Hawkins                              | 13               | Marco Fu          | 5                                         |                                           |                                           |  |  |                           |                           |                           |  |  |                           |                           |                           |
|  | 11                                         | 26, 27 et 28 avril                         |                                            |                  | Marco Fu          | 5                                         |                                           |                                           |  |  |                           |                           |                           |  |  |                           |                           |                           |
|  |                                            | Lyu Haotian                                | 10                                         |                  |                   |                                           |                                           |                                           |  |  |                           |                           |                           |  |  |                           |                           |                           |
|  |                                            | Lyu Haotian                                | 10                                         | Lyu Haotian      | 10                |                                           |                                           |                                           |  |  |                           |                           |                           |  |  |                           |                           |                           |
|  | 23 avril                                   |                                            |                                            | Lyu Haotian      | 10                |                                           |                                           |                                           |  |  |                           |                           |                           |  |  |                           |                           |                           |
|  |                                            | 6                                          | Barry Hawkins                              | 13               |                   |                                           |                                           |                                           |  |  |                           |                           |                           |  |  |                           |                           |                           |
|  | 6                                          | 6                                          | Barry Hawkins                              | 13               | Barry Hawkins     | 10                                        |                                           |                                           |  |  |                           |                           |                           |  |  |                           |                           |                           |
|  | 6                                          |                                            |                                            |                  | Barry Hawkins     | 10                                        | 3, 4 et 5 mai                             |                                           |  |  |                           |                           |                           |  |  |                           |                           |                           |
|  |                                            | Stuart Carrington                          | 7                                          |                  |                   |                                           |                                           |                                           |  |  |                           |                           |                           |  |  |                           |                           |                           |
|  | 6                                          | Stuart Carrington                          | 7                                          | Barry Hawkins    | 15                |                                           |                                           |                                           |  |  |                           |                           |                           |  |  |                           |                           |                           |
|  | 6                                          | 24 et 25 avril                             |                                            | Barry Hawkins    | 15                |                                           |                                           |                                           |  |  |                           |                           |                           |  |  |                           |                           |                           |
|  |                                            | 7                                          | Mark J. Williams                           | 17               |                   |                                           |                                           |                                           |  |  |                           |                           |                           |  |  |                           |                           |                           |
|  | 7                                          | 7                                          | Mark J. Williams                           | 17               | Mark J. Williams  | 10                                        |                                           |                                           |  |  |                           |                           |                           |  |  |                           |                           |                           |
|  | 7                                          | 28, 29 et 30 avril                         |                                            |                  | Mark J. Williams  | 10                                        |                                           |                                           |  |  |                           |                           |                           |  |  |                           |                           |                           |
|  |                                            | Jimmy Robertson                            | 5                                          |                  |                   |                                           |                                           |                                           |  |  |                           |                           |                           |  |  |                           |                           |                           |
|  | 7                                          | Jimmy Robertson                            | 5                                          | Mark J. Williams | 13                |                                           |                                           |                                           |  |  |                           |                           |                           |  |  |                           |                           |                           |
|  | 7                                          | 24 et 25 avril                             |                                            | Mark J. Williams | 13                |                                           |                                           |                                           |  |  |                           |                           |                           |  |  |                           |                           |                           |
|  |                                            |                                            | Robert Milkins                             | 7                |                   |                                           |                                           |                                           |  |  |                           |                           |                           |  |  |                           |                           |                           |
|  | 10                                         | Neil Robertson                             | Robert Milkins                             | 7                | 5                 |                                           |                                           |                                           |  |  |                           |                           |                           |  |  |                           |                           |                           |
|  | 10                                         | Neil Robertson                             |                                            |                  | 5                 | 1er et 2 mai                              |                                           |                                           |  |  |                           |                           |                           |  |  |                           |                           |                           |
|  |                                            | Robert Milkins                             | 10                                         |                  |                   |                                           |                                           |                                           |  |  |                           |                           |                           |  |  |                           |                           |                           |
|  | 7                                          | Robert Milkins                             | 10                                         | Mark J. Williams | 13                |                                           |                                           |                                           |  |  |                           |                           |                           |  |  |                           |                           |                           |
|  | 7                                          | 21 et 22 avril                             |                                            | Mark J. Williams | 13                |                                           |                                           |                                           |  |  |                           |                           |                           |  |  |                           |                           |                           |
|  |                                            | 15                                         | Ali Carter                                 | 8                |                   |                                           |                                           |                                           |  |  |                           |                           |                           |  |  |                           |                           |                           |
|  | 15                                         | 15                                         | Ali Carter                                 | 8                | Ali Carter        | 10                                        |                                           |                                           |  |  |                           |                           |                           |  |  |                           |                           |                           |
|  | 15                                         | 27 et 28 avril                             |                                            |                  | Ali Carter        | 10                                        |                                           |                                           |  |  |                           |                           |                           |  |  |                           |                           |                           |
|  |                                            | Graeme Dott                                | 8                                          |                  |                   |                                           |                                           |                                           |  |  |                           |                           |                           |  |  |                           |                           |                           |
|  | 15                                         | Graeme Dott                                | 8                                          | Ali Carter       | 13                |                                           |                                           |                                           |  |  |                           |                           |                           |  |  |                           |                           |                           |
|  | 15                                         | 21 et 22 avril                             |                                            | Ali Carter       | 13                |                                           |                                           |                                           |  |  |                           |                           |                           |  |  |                           |                           |                           |
|  |                                            | 2                                          | Ronnie O'Sullivan                          | 9                |                   |                                           |                                           |                                           |  |  |                           |                           |                           |  |  |                           |                           |                           |
|  | 2                                          | 2                                          | Ronnie O'Sullivan                          | 9                | Ronnie O'Sullivan | 10                                        |                                           |                                           |  |  |                           |                           |                           |  |  |                           |                           |                           |
|  | 2                                          |                                            |                                            |                  |                   | 10                                        |                                           |                                           |  |  |                           |                           |                           |  |  |                           |                           |                           |
|  |                                            | Stephen Maguire                            | 7                                          |                  |                   |                                           |                                           |                                           |  |  |                           |                           |                           |  |  |                           |                           |                           |
|  |                                            | Stephen Maguire                            | 7                                          |                  |                   |                                           |                                           |                                           |  |  |                           |                           |                           |  |  |                           |                           |                           |

| Finale (au meilleur des 35 frames), Crucible Theatre, Sheffield, 6 et 7 mai. Arbitre : Brendan Moore |                                         |                                     |
| John Higgins (5) Écosse                                                                              | 16 - 18                                 | Mark J. Williams (7) Pays de Galles |
| 17 4 131                                                                                             | Demi-centuries Centuries Meilleur break | 14 2 118                            |
| Mark J. Williams remporte le Championnat du monde de snooker 2018.                                   |                                         |                                     |

## Finale
La finale se joue au meilleur des 35 frames. Les sessions se déroulent selon le format suivant : 8 frames pour la session 1, 9 pour la session 2, maximum 8 pour la session 3 et maximum 10 pour la session 4, en cas de manche décisive.
| Joueur           | Frame 1   | Frame 2 | Frame 3      | Frame 4 | Frame 5   | Frame 6   | Frame 7   | Frame 8 | Frame 9 | Frame 10 | SS | SC |
| ---------------- | --------- | ------- | ------------ | ------- | --------- | --------- | --------- | ------- | ------- | -------- | -- | -- |
| Session 1        |           |         |              |         |           |           |           |         |         |          |    |    |
| John Higgins     | 23        | 15      | 35           | 60 (55) | 120 (119) | 0         | 98 (52)   | 82 (59) | -       | -        | 3  | 3  |
| Mark J. Williams | 75        | 65      | 72           | 70 (50) | 4         | 133 (95)  | 0         | 21      | -       | -        | 5  | 5  |
| Session 2        |           |         |              |         |           |           |           |         |         |          |    |    |
| John Higgins     | 46        | 82 (59) | 127 (127)    | 12      | 85 (56)   | 123 (117) | 0         | 35      | 43      | -        | 4  | 7  |
| Mark J. Williams | 81 (72)   | 21      | 8            | 76      | 9         | 15        | 123 (118) | 64 (64) | 80      | -        | 5  | 10 |
| Session 3        |           |         |              |         |           |           |           |         |         |          |    |    |
| John Higgins     | 5         | 19      | 0            | 7       | 92 (67)   | 76 (72)   | 80 (80)   | 8       | -       | -        | 3  | 10 |
| Mark J. Williams | 98 (61)   | 73 (56) | 126 (69, 56) | 63 (52) | 29        | 65 (65)   | 0         | 84      | -       | -        | 5  | 15 |
| Session 4        |           |         |              |         |           |           |           |         |         |          |    |    |
| John Higgins     | 131 (131) | 68 (67) | 82 (82)      | 91 (52) | 67 (62)   | 0         | 15        | 65 (65) | 0       | -        | 6  | 16 |
| Mark J. Williams | 1         | 58 (58) | 47           | 0       | 47        | 74        | 104 (100) | 63 (63) | 71 (69) | -        | 3  | 18 |

Entre parenthèses les centuries et demi-centuries.

## Qualifications
128 joueurs participent aux trois tours de qualifications à l'issue desquels il n'en restera que 16 qui disputeront le tournoi final au Crucible Theatre de Sheffield. Les qualifications se déroulent du 11 au 18 avril 2018 à l'English Institute of Sport (en) à Sheffield. Toutes les rencontres se jouent au meilleur des 19 frames.
Parmi ces 128 joueurs, il y a 113 professionnels qui ne font pas partie des 16 premiers mondiaux (qui sont automatiquement qualifiés pour le tournoi final) auxquels s'ajoutent 15 amateurs qui ont satisfait aux critères de sélection de la WPBSA.
Légende :

entre ( ) : tête de série

Les vainqueurs sont en jaune

### Premier tour
| Joueur 1               | Score | Joueur 2         |
| ---------------------- | ----- | ---------------- |
| Ryan Day (1)           | 10-2  | Igor Figueiredo  |
| Mitchell Mann (64)     | 10-5  | Peter Lines      |
| Robbie Williams (32)   | 10-8  | Jak Jones        |
| Peter Ebdon (33)       | 10-4  | James Wattana    |
| Zhou Yuelong (16)      | 10-1  | Ian Preece       |
| Daniel Wells (49)      | 10-6  | Kurt Dunham      |
| Tom Ford (17)          | 10-2  | Leo Fernandez    |
| Liam Highfield (48)    | 10-3  | Chen Zhe         |
| Matthew Selt (41)      | 10-1  | Ng On-yee        |
| Mark Joyce (24)        | 4-10  | Adam Duffy       |
| Mei Xiwen (56)         | 10-8  | Basem Eltahhan   |
| Xiao Guodong (9)       | 10-3  | Chris Totten     |
| Stuart Carrington (40) | 10-9  | Nigel Bond       |
| Ben Woollaston (25)    | 10-5  | Kacper Filipiak  |
| Zhang Anda (57)        | 10-6  | Zhang Yong       |
| Martin Gould (8)       | 10-4  | Paul Davison     |
| Graeme Dott (5)        | 10-1  | Adrian Ridley    |
| Sunny Akani (60)       | 10-4  | Lukas Kleckers   |
| Dominic Dale (28)      | 10-7  | Reanne Evans     |
| Mike Dunn (37)         | 10-8  | Duane Jones      |
| Michael Holt (12)      | 10-7  | Thor Chuan Leong |
| Elliot Slessor (53)    | 10-7  | Eden Sharav      |
| Robert Milkins (21)    | 10-1  | Aaron Canavan    |
| Scott Donaldson (44)   | 10-5  | Tyler Rees       |
| Rory McLeod (45)       | 10-8  | Ian Burns        |
| Li Hang (20)           | 10-9  | Ashley Hugill    |
| Lyu Haotian (52)       | 10-8  | Fang Xiongman    |
| Anthony Hamilton (13)  | 7-10  | Martin O'Donnell |
| Matthew Stevens (36)   | 10-5  | Ryan Thomerson   |
| Fergal O'Brien (29)    | 5-10  | Yuan Sijun       |
| Ken Doherty (61)       | 10-8  | Josh Boileau     |
| Mark King (4)          | 9-10  | Gerard Greene    |

| Joueur 1                | Score | Joueur 2              |
| ----------------------- | ----- | --------------------- |
| Liang Wenbo (3)         | 10-2  | Rod Lawler            |
| Zhao Xintong (62)       | 10-8  | Aditya Mehta          |
| Yu Delu (30)            | 10-8  | Sean O'Sullivan (en)  |
| Jamie Jones (35)        | 10-5  | Craig Steadman        |
| Jack Lisowski (14)      | 10-4  | Christopher Keogan    |
| David Grace (51)        | 10-6  | Wang Yuchen           |
| Alan McManus (19)       | 10-2  | Rhys Clark            |
| Oliver Lines (46)       | 10-6  | Harvey Chandler       |
| Andrew Higginson (43)   | 10-4  | David John            |
| Cao Yupeng (22)         | 7-10  | Robin Hull            |
| Lee Walker (54)         | 10-6  | Kristján Helgason     |
| Ricky Walden (11)       | 10-8  | Joe Swail             |
| Michael Georgiou (38)   | 10-4  | Matthew Bolton        |
| Mark Davis (27)         | 10-1  | Sanderson Lam         |
| Sam Craigie (59)        | 6-10  | Jimmy White           |
| Joe Perry (6)           | 10-1  | Ross Muir             |
| Yan Bingtao (7)         | 10-7  | Jackson Page          |
| Tian Pengfei (58)       | 10-4  | Li Yuan               |
| Kurt Maflin (26)        | 10-7  | Hamza Akbar           |
| Chris Wakelin (39)      | 10-4  | Xu Si                 |
| David Gilbert (10)      | 10-8  | Billy Joe Castle      |
| Alfie Burden (55)       | 10-6  | Jamie Curtis-Barrett  |
| Gary Wilson (23)        | 8-10  | Adam Stefanów         |
| Thepchaiya Un-Nooh (42) | 10-8  | Alexander Ursenbacher |
| Sam Baird (47)          | 10-5  | Soheil Vahedi         |
| Jimmy Robertson (18)    | 10-2  | Alex Borg             |
| John Astley (50)        | 10-1  | Marvin Lim            |
| Michael White (15)      | 10-9  | Niu Zhuang            |
| Noppon Saengkham (34)   | 10-1  | Chen Zifan            |
| Hossein Vafaei (31)     | 10-8  | Jamie Cope            |
| Hammad Miah (63)        | 10-9  | Jordan Brown          |
| Stephen Maguire (2)     | 10-5  | Allan Taylor          |

### Deuxième tour
| Joueur 1               | Score    | Joueur 2             |
| ---------------------- | -------- | -------------------- |
| Ryan Day (1)           | 10-1 ab. | Mitchell Mann (64)   |
| Robbie Williams (32)   | 5-10     | Peter Ebdon (33)     |
| Zhou Yuelong (16)      | 8-10     | Daniel Wells (49)    |
| Tom Ford (17)          | 6-10     | Liam Highfield (48)  |
| Matthew Selt (41)      | 6-10     | Adam Duffy           |
| Mei Xiwen (56)         | 4-10     | Xiao Guodong (9)     |
| Stuart Carrington (40) | 10-8     | Ben Woollaston (25)  |
| Zhang Anda (57)        | 10-4     | Martin Gould (8)     |
| Graeme Dott (5)        | 10-2     | Sunny Akani (60)     |
| Dominic Dale (28)      | 3-10     | Mike Dunn (37)       |
| Michael Holt (12)      | 10-7     | Elliot Slessor (53)  |
| Robert Milkins (21)    | 10-8     | Scott Donaldson (44) |
| Rory McLeod (45)       | 10-9     | Li Hang (20)         |
| Lyu Haotian (52)       | 10-9     | Martin O'Donnell     |
| Matthew Stevens (36)   | 10-9     | Yuan Sijun           |
| Ken Doherty (61)       | 10-4     | Gerard Greene        |

| Joueur 1              | Score | Joueur 2                |
| --------------------- | ----- | ----------------------- |
| Liang Wenbo (3)       | 10-5  | Zhao Xintong (62)       |
| Yu Delu (30)          | 7-10  | Jamie Jones (35)        |
| Jack Lisowski (14)    | 10-3  | David Grace (51)        |
| Alan McManus (19)     | 10-9  | Oliver Lines (46)       |
| Andrew Higginson (43) | 10-5  | Robin Hull              |
| Lee Walker (54)       | 7-10  | Ricky Walden (11)       |
| Michael Georgiou (38) | 0-10  | Mark Davis (27)         |
| Jimmy White           | 5-10  | Joe Perry (6)           |
| Yan Bingtao (7)       | 9-10  | Tian Pengfei (58)       |
| Kurt Maflin (26)      | 4-10  | Chris Wakelin (39)      |
| David Gilbert (10)    | 9-10  | Alfie Burden (55)       |
| Adam Stefanów         | 4-10  | Thepchaiya Un-Nooh (42) |
| Sam Baird (47)        | 7-10  | Jimmy Robertson (18)    |
| John Astley (50)      | 7-10  | Michael White (15)      |
| Noppon Saengkham (34) | 5-10  | Hossein Vafaei (31)     |
| Hammad Miah (63)      | 4-10  | Stephen Maguire (2)     |

### Troisième tour
Les vainqueurs des matches du troisième tour intègrent le tableau final.
| Joueur 1               | Score | Joueur 2            |
| ---------------------- | ----- | ------------------- |
| Ryan Day (1)           | 10-6  | Peter Ebdon (33)    |
| Daniel Wells (49)      | 4-10  | Liam Highfield (48) |
| Adam Duffy             | 1-10  | Xiao Guodong (9)    |
| Stuart Carrington (40) | 10-8  | Zhang Anda (57)     |
| Graeme Dott (5)        | 10-7  | Mike Dunn (37)      |
| Michael Holt (12)      | 3-10  | Robert Milkins (21) |
| Rory McLeod (45)       | 2-10  | Lyu Haotian (52)    |
| Matthew Stevens (36)   | 10-2  | Ken Doherty (61)    |

| Joueur 1              | Score | Joueur 2                |
| --------------------- | ----- | ----------------------- |
| Liang Wenbo (3)       | 0-10  | Jamie Jones (35)        |
| Jack Lisowski (14)    | 10-3  | Alan McManus (19)       |
| Andrew Higginson (43) | 6-10  | Ricky Walden (11)       |
| Mark Davis (27)       | 7-10  | Joe Perry (6)           |
| Tian Pengfei (58)     | 1-10  | Chris Wakelin (39)      |
| Alfie Burden (55)     | 8-10  | Thepchaiya Un-Nooh (42) |
| Jimmy Robertson (18)  | 10-7  | Michael White (15)      |
| Hossein Vafaei (31)   | 7-10  | Stephen Maguire (2)     |

## Centuries

### Tableau final
84 centuries ont été réalisés par 21 joueurs différents au cours du tournoi principal : 
| - John Higgins : 146, 136, 134, 131, 127, 119, 117, 104, 101, 100, 100 - Ryan Day : 145, 141 - Chris Wakelin : 141 - Mark J. Williams : 140, 135, 118, 114, 113, 113, 110, 103, 102, 101, 100, 100 - Kyren Wilson : 140, 126, 125, 124, 121, 106, 105 - Shaun Murphy : 137, 102, 101 - Barry Hawkins : 133, 132, 129, 129, 128, 124, 117, 113, 103 - Mark Allen : 133, 122 - Jack Lisowski : 128, 105 - Lyu Haotian : 127, 125, 122, 100 - Ding Junhui : 126, 124, 113, 102, 102 | - Ali Carter : 126, 115, 108, 106 - Jamie Jones : 124, 114 - Stuart Bingham : 123 - Ricky Walden : 122, 105 - Ronnie O'Sullivan : 121, 118, 110, 105 - Thepchaiya Un-Nooh : 121, 112 - Joe Perry : 120, 109, 103 - Marco Fu : 120, 102 - Judd Trump : 103, 103, 101, 100, 100 - Stephen Maguire : 101 |

### Qualifications
Au cours des 3 tours de qualification, 111 centuries ont été réalisés par 53 joueurs différents, dont un break royal :
| - Liang Wenbo : 147, 140, 124, 124, 103 - Jamie Cope : 141, 119 - Stuart Carrington : 141, 100, 100 - Xiao Guodong : 137, 105 - Yan Bingtao : 136, 130, 116, 100 - Mark Davis : 136, 120, 109 - Lyu Haotian : 136, 117, 113, 109 - Michael Holt : 136 - Ricky Walden : 135, 133, 125, 103, 102, 101, 100 - Peter Ebdon : 135 - Noppon Saengkham : 134, 122, 103 - Ken Doherty : 133, 102 - Zhang Anda : 132, 121, 117, 111, 111, 102 - Andrew Higginson : 131, 107, 107, 100 - David Gilbert : 131, 100 - Dominic Dale : 130 - Stephen Maguire : 130 - Tian Pengfei : 127, 126, 102 - Liam Highfield : 127, 114, 111, 102 - Christopher Keogan : 127 - Zhou Yuelong : 126 - Joe Perry : 125, 108 - Chris Wakelin : 125, 104 - Jack Lisowski : 122, 114, 111, 104, 100 - Robert Milkins : 120 - Adam Duffy : 119 - Alan McManus : 118, 109 | - Rory McLeod : 118 - Hossein Vafaei : 118 - Zhao Xintong : 118 - Sunny Akani : 117 - Jamie Jones : 114, 101 - Zhang Yong : 114 - Elliot Slessor : 113 - Thepchaiya Un-Nooh : 109, 105 - Li Hang : 109, 101 - Mark Joyce : 109 - Gary Wilson : 108, 104 - Ryan Day : 107, 100, 100 - John Astley : 106 - Gerard Greene : 105, 104, 100 - Mark King : 105, 102 - David Grace : 105 - Jimmy Robertson : 104, 101, 100 - Sam Craigie : 104 - Fergal O'Brien : 104 - Daniel Wells : 104 - Matthew Stevens : 103, 100 - Leo Fernandez : 102 - Cao Yupeng : 101 - Chen Zhe : 101 - Graeme Dott : 100 - Mike Dunn : 100 |

## Participants par pays
Le tableau ci-après détaille le nombre de participants de chaque pays à chaque tour de la compétition.
|                 | ENG | SCO | WAL | CHN | NIR | AUS | HKG | BEL | THA | IRL                                          | IRN                                          | POL                                          | CYP                                          | FIN                                          | NOR                                          | BRA                                          | EGY                                          | GER                                          | IND                                          | ISL                                          | JER                                          | MAS                                          | MLT                                          | PAK                                          | SIN                                          | SUI                                          |
| --------------- | --- | --- | --- | --- | --- | --- | --- | --- | --- | -------------------------------------------- | -------------------------------------------- | -------------------------------------------- | -------------------------------------------- | -------------------------------------------- | -------------------------------------------- | -------------------------------------------- | -------------------------------------------- | -------------------------------------------- | -------------------------------------------- | -------------------------------------------- | -------------------------------------------- | -------------------------------------------- | -------------------------------------------- | -------------------------------------------- | -------------------------------------------- | -------------------------------------------- |
| Finale          | –   | 1   | 1   | –   | –   | –   | –   | –   | –   | Aucun représentant dans le tournoi principal | Aucun représentant dans le tournoi principal | Aucun représentant dans le tournoi principal | Aucun représentant dans le tournoi principal | Aucun représentant dans le tournoi principal | Aucun représentant dans le tournoi principal | Aucun représentant dans le tournoi principal | Aucun représentant dans le tournoi principal | Aucun représentant dans le tournoi principal | Aucun représentant dans le tournoi principal | Aucun représentant dans le tournoi principal | Aucun représentant dans le tournoi principal | Aucun représentant dans le tournoi principal | Aucun représentant dans le tournoi principal | Aucun représentant dans le tournoi principal | Aucun représentant dans le tournoi principal | Aucun représentant dans le tournoi principal |
| Demi-finale     | 2   | 1   | 1   | –   | –   | –   | –   | –   | –   | Aucun représentant dans le tournoi principal | Aucun représentant dans le tournoi principal | Aucun représentant dans le tournoi principal | Aucun représentant dans le tournoi principal | Aucun représentant dans le tournoi principal | Aucun représentant dans le tournoi principal | Aucun représentant dans le tournoi principal | Aucun représentant dans le tournoi principal | Aucun représentant dans le tournoi principal | Aucun représentant dans le tournoi principal | Aucun représentant dans le tournoi principal | Aucun représentant dans le tournoi principal | Aucun représentant dans le tournoi principal | Aucun représentant dans le tournoi principal | Aucun représentant dans le tournoi principal | Aucun représentant dans le tournoi principal | Aucun représentant dans le tournoi principal |
| Quart de finale | 4   | 1   | 1   | 1   | 1   | –   | –   | –   | –   | Aucun représentant dans le tournoi principal | Aucun représentant dans le tournoi principal | Aucun représentant dans le tournoi principal | Aucun représentant dans le tournoi principal | Aucun représentant dans le tournoi principal | Aucun représentant dans le tournoi principal | Aucun représentant dans le tournoi principal | Aucun représentant dans le tournoi principal | Aucun représentant dans le tournoi principal | Aucun représentant dans le tournoi principal | Aucun représentant dans le tournoi principal | Aucun représentant dans le tournoi principal | Aucun représentant dans le tournoi principal | Aucun représentant dans le tournoi principal | Aucun représentant dans le tournoi principal | Aucun représentant dans le tournoi principal | Aucun représentant dans le tournoi principal |
| 2e tour         | 9   | 2   | 2   | 2   | 1   | –   | –   | –   | –   | Aucun représentant dans le tournoi principal | Aucun représentant dans le tournoi principal | Aucun représentant dans le tournoi principal | Aucun représentant dans le tournoi principal | Aucun représentant dans le tournoi principal | Aucun représentant dans le tournoi principal | Aucun représentant dans le tournoi principal | Aucun représentant dans le tournoi principal | Aucun représentant dans le tournoi principal | Aucun représentant dans le tournoi principal | Aucun représentant dans le tournoi principal | Aucun représentant dans le tournoi principal | Aucun représentant dans le tournoi principal | Aucun représentant dans le tournoi principal | Aucun représentant dans le tournoi principal | Aucun représentant dans le tournoi principal | Aucun représentant dans le tournoi principal |
| 1er tour        | 16  | 4   | 4   | 3   | 1   | 1   | 1   | 1   | 1   | Aucun représentant dans le tournoi principal | Aucun représentant dans le tournoi principal | Aucun représentant dans le tournoi principal | Aucun représentant dans le tournoi principal | Aucun représentant dans le tournoi principal | Aucun représentant dans le tournoi principal | Aucun représentant dans le tournoi principal | Aucun représentant dans le tournoi principal | Aucun représentant dans le tournoi principal | Aucun représentant dans le tournoi principal | Aucun représentant dans le tournoi principal | Aucun représentant dans le tournoi principal | Aucun représentant dans le tournoi principal | Aucun représentant dans le tournoi principal | Aucun représentant dans le tournoi principal | Aucun représentant dans le tournoi principal | Aucun représentant dans le tournoi principal |
| Qualifications  |     |     |     |     |     |     |     |     |     |                                              |                                              |                                              |                                              |                                              |                                              |                                              |                                              |                                              |                                              |                                              |                                              |                                              |                                              |                                              |                                              |                                              |
| 3e tour         | 16  | 3   | 5   | 5   | –   | –   | –   | –   | 1   | 1                                            | 1                                            | –                                            | –                                            | –                                            | –                                            | –                                            | –                                            | –                                            | –                                            | –                                            | –                                            | –                                            | –                                            | –                                            | –                                            | –                                            |
| 2e tour         | 31  | 4   | 7   | 12  | 1   | –   | –   | –   | 3   | 1                                            | 1                                            | 1                                            | 1                                            | 1                                            | 1                                            | –                                            | –                                            | –                                            | –                                            | –                                            | –                                            | –                                            | –                                            | –                                            | –                                            | –                                            |
| 1er tour        | 52  | 8   | 13  | 21  | 3   | 4   | 1   | –   | 4   | 4                                            | 2                                            | 2                                            | 1                                            | 1                                            | 1                                            | 1                                            | 1                                            | 1                                            | 1                                            | 1                                            | 1                                            | 1                                            | 1                                            | 1                                            | 1                                            | 1                                            |

## Divers
En Europe, le tournoi est diffusé sur les différentes chaînes du groupe Eurosport et sur la BBC.